# Yaeyama (subprefectuur)

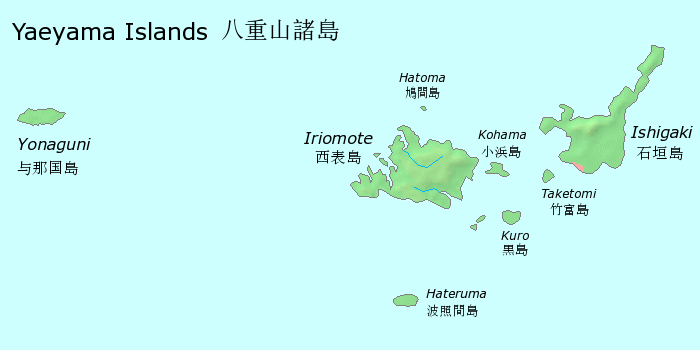
Kaart van de Yaeyama-eilanden

Yaeyama (Japans: 八重山支庁, Yaeyama-shichō) is een voormalige subprefectuur van de prefectuur Okinawa, Japan, die in maart 2009 werd opgeheven.
Yaeyama had een oppervlakte van 591,97 km² en een bevolking van ongeveer 51.714 inwoners (1 april 2008). De hoofdstad was Ishigaki. De subprefectuur bevond zich op de Yaeyama-eilanden.
De subprefectuur bestond uit een stad en een district met twee gemeenten:
- De stad Ishigaki omvat het gelijknamige eiland. De stad telt 45.903 inwoners en een oppervlakte van 229 km². De omstreden Senkaku-eilanden vallen eveneens onder de bestuurlijke bevoegdheid van Ishigaki.
- Het District Yaeyama telt twee gemeenten:
  - Yonaguni op het gelijknamige eiland, telt 1686 inwoners en een oppervlakte van 28,95 km².
  - De gemeente Taketomi heeft 4.125 inwoners en een oppervlakte van 334,02 km². Tot Taketomi behoren alle eilanden van de Yaeyama-groep behalve de eilanden Ishigaki en Yonaguni.